# محمدعلی مولوی (نظام‌الاسلام)
میرزا محمدعلی نظام‌الاسلام (۱۲۵۹خ تبریز - ۱۳۳۵خ) که نام خانوادگی مولوی برگزید، نمایندۀ سرآب و میانه در مجلس شورای ملی در دوران رضاشاه پهلوی و از مالکان شهرستان سرآب بود.
در خانواده‌ای اهل عرفان به دنیا آمد. پدرش میرزا فضلعلی صبا از مجتهدان برجسته تبریز و نویسنده کتاب حدائق‌العارفین بود که برگزیده‌ای از احادیث کتب اربعه شیعه همراه با شرح آنهاست. خودش نیز در مدارس دینی تبریز تحصیل کرد و به پژوهش در عرفان پرداخت و از احمدشاه قاجار لقب نظام‌الاسلام گرفت. پس از درگذشت پدر، املاک پدر را توسعه داد و در سرآب صاحب املاکی شد و به ملکداری پرداخت. پس از رواج شناسنامه و نام خانوادگی، از سر علاقه به مولانا، نام خانوادگی مولوی بر خود گذاشت. 
در انتخابات دوره ششم مجلس شورای ملی که پس از به سلطنت رسیدن رضاشاه برگزار شد، نامزد نمایندگی سرآب و گرمرود (میانه) شد. رأی گیری در گرمرود از هجدهم اردیبهشت تا ۲۲ خرداد در آرامش برگزار شد و مولوی با ۱۹۸۰ رأی دارای اکثریت شد اما در سرآب هنگامی که صندوقهای رأی برای شمارش آرا تسلیم ناظران شد، مشخص شد که صندوق مرکزی سرآب دست خورده است. پس از بازکردن صندوق و تشخیص دست خورده شدن، آراء باطل می‌شود. در شربیان نیز صندوق هنگام حمل در آب می افتد اما هنگامی که صندوق را باز می‌کنند، همه برگه‌های رأی سالم بوده است. همین باعث سوءظن ناظران و ابطال این آراء می‌شود. در نتیجه پس از مدتی کشمکش، انتخابات دوباره در سرآب انجام گرفت و سالار شجاع با ۲۱۵۱ رأی نفر اول، میرزا علی هیئت با ۱۸۱۸ رأی نفر دوم و محمدعلی مولوی با ۱۶۶۷ رأی نفر سوم شد اما او در مجموع کل آراء، دارای اکثریت بود و با ۳۶۴۷ رأی از مجموع ۱۰۵۹۵ رأی برنده انتخابات شناخته شد. نتیجه انتخابات اعتراضاتی در سرآب آفرید و با تحریکات جمعی از متنفذین محلی، رعیتهای آنان به محل انجمن نظارت ریختند و برگه‌های رأی شمارش شده را سوزاندند و در و پنجره را شکستند. انجمن نظارت بر انتخابات زیر فشار و تهدید، از صدور اعتبارنامه برای مولوی خودداری کرد تا اینکه از تهران مأموری به سرآب فرستاده شد و وزارت داخله پس از بررسی، برای مولوی اعتبارنامه صادر کرد. 
محمدعلی مولوی تا پایان دوره دوازدهم که با شهریور ۱۳۲۰ مصادف شد، کرسی نمایندگی سرآب را حفظ کرد و پس از آن به ملکداری پرداخت.